# أيام الفرج (مسلسل)
أيام الفرج، مسلسل تلفزيوني كويتي أنتج وعرض في عام 2010. يتكون المسلسل من 30 حلقة، كتبها عبد العزيز الحشاش وأخرجها جمعان الرويعي.

## قصة العمل
تدور الأحداث حول أسرتين يجمعهما فريج واحد «فريج يعني حي باللهجة الكويتية» حيث تعيش كل أسرة تفاصيل الحياة اليومية للطبقة المتوسطة في المجتمعات الخليجية، وهي أسرة «ساير» ذات الدخل الحكومي المحدود وتتألف من الأب ساير الذي فقد إحدى ذراعيه بظروف غامضة تنكشف خلال الأحداث، ومعه أبناءه الأربعة الذين يحاولون تحسين أوضاعهم إما بالطموح والعمل الشريف أو بالوصولية والطرق الملتوية التي يسلكها بعضهم. وعلى الجهة المقابلة تعيش أسرة «لطيفة» وهي امرأة في الخمسينات لديها ابنتين إحداهما طيبة وحنونة وهي «أفراح» الأخرى متمردة كارهة للحياة البسيطة التي تعيشها وتحلم بالثراء وهي «مشاعل»، ولتحقيق ذلك تتعرف على أحد الشباب الذي استطاع خداعها والدخول لمنزلها للاعتداء عليها تحت تهديد السلاح، وبينما هي تحاول أن تلفت سماع الجيران يتدخل «خلف» ابن «ساير» ويقوم بقتل الشاب من دون قصد، حيث كان الشاب يحمل سكين عندما حصلت بينهم المشاجرة ودفاعًا عن نفسه قام بطعنه بالسكين، وفي ذلك الوقت يشعر «ساير» و«لطيفة» لما حصل فيتفقون على دفن الشاب وحرق سيارته ويقومون بذلك، ولكن «مشاعل» نسيت هاتفها في جيب الشاب فيحاولون بعد أيام أن يحفرو قبره لأخذ الهاتف فلم يجدوه بالقبر، وتبدأ بعدها الأحداث من خوف من اكتشاف أمرهم للشرطة ومحاول حل لغز اختفاء الجثة.

## الفنانون المشاركون بالعمل
- غانم الصالح .. في دور ساير.
- أسمهان توفيق .. في دور لطيفة أم أفراح.
- باسمة حمادة .. في دور أفراح.
- خالد أمين .. في دور خلف.
- خالد البريكي .. في دور عبد الله ابن ساير الثاني.
- مشاري البلام .. في دور أحمد زوج أفراح.
- مريم حسين .. في دور مشاعل.
- أسامة المزيعل .. في دور غازي ابن ساير الثالث.
- يوسف الحشاش .. في دور سعد ابن ساير الرابع.
- محمد جابر .. في دور أبو أفراح.
- أمل عباس.
- باسم عبد الأمير .. في دور خالد.
- غدير صفر .. في دور وفاء.
- فهد باسم.
- نادية العاصي .. في دور خولة زوجة غازي.
- طارق الكندري .. في دور بدر ابن خاله أبناء ساير ووكيل النيابة.